# Première guerre franco-malgache
La première guerre franco-malgache est une guerre qui opposa la France à Madagascar entre 1883 et 1885. Le traité de paix signé le 17 décembre 1885 établit la domination des Français, qui désormais représenteront Madagascar dans ses relations extérieures. En outre, l'État malgache est contraint de souscrire auprès d'une banque française un emprunt de dix millions de francs. Ce protectorat qui ne dit pas son nom est accepté par le Royaume-Uni en 1890 en échange de la liberté qu'il obtient de s'emparer de Zanzibar.

## Les opérations militaires
Les hostilités débutent en mai 1883. L'escadre du contre-amiral Pierre soumet la côte malgache à un blocus sévère et bombarde plusieurs villes portuaires. Le 17, Majunga est attaquée et occupée par les marins français. Le contre-amiral Miot, qui succède à Pierre Pierre, poursuit son action et les bombardements (Mahanoro, Fénérive...) et occupe la baie de Diego-Suarez en 1885. Le 27 août 1885, le chef de bataillon Théophile Pennequin, à la tête d'une petite troupe composée de 50 marins et grâce aux informations données par des espions Hovas, met en déroute plusieurs milliers de Hovas commandés par le Britannique Shervington au combat d'Andampy mais le 10 septembre suivant, les Malgaches prennent leur revanche et repoussent les Français devant Farafate. Les difficultés rencontrées par la France face à la Chine et qui l'obligent à consacrer l'essentiel de ses moyens navals, militaires et financiers à la région indochinoise au préjudice des autres théâtres d'opérations et l'épuisement des Hovas conduisent les deux parties à rechercher une issue négociée au conflit.

### Sources
- Ernest Lavisse et Alfred Rambaud, Histoire générale, tome XII, le monde contemporain, 1870-1900, Paris, Librairie Armand Colin, 1925.